# Vrbovac (Sokobanja)
Vrbovac (serbisches-kyrillisch: Врбовац) ist ein Dorf in Serbien. 

## Geographie
Das Dorf befindet sich in der geographischen Region Banja, in der Opština Sokobanja, im Okrug Zaječar, im Osten des Landes. 
Vrbovac liegt am westlichen Rand des Banja Beckens (etwa 3 km) nördlich des Nachbardorfes Trubarevac. 
Durch das westliche Dorfgebiet fließt der Fluss Mratinja. Die Dorfbewohner verwenden Wasser aus Quellen und Brunnen. Die wichtigsten beiden Brunnen im Dorf stehen, beim alten Gerichtsgebäude und in der Lokalität Selište.
Das Dorf liegt an den östlichen Ausläufern des Gebirges Bukovik, von denen der Jastrebov Vrh und die Beljevina die wichtigsten darstellen. Auch die südöstlichen Ausläufer des Nachbargebirges Rožanj erheben sich im westlichen Dorfgebiet. Die Gegend ist ein bekanntes Wandergebiet.
Vrbovac liegt auf einer Lageterrasse am westlichen Trennabschnitt des Banja Beckens mit den Ausläufern des Bukovik und des Rožanj, in einer durchschnittlichen Höhenlage von 346 bis 520 Metern über dem Meeresspiegel, erklimmt aber auch den Trennabschnitt, sodass die oberen Dorfteile, wie Raskrsje und Kalavat, sich auf einer Höhe von 600 Metern befinden.
Der Nordwind und die Košava sind in diesem Dorf nicht sonderlich stark. Auf dem Dorfgebiet ist der Westwind in seiner Intensivität ausgeprägter. Allerdings bringt die Košava dem Dorf große Regenmengen aus dem Gebirge Rtanj.
Das Dorf ist rund 12,5 km nordwestlich der Gemeindehauptstadt gelegen. Vrbovac ist durch eine kürzere Landstraße, die durch sein südliches Nachbardorf Trubarevac führt, mit der Hauptstraße verbunden die von Aleksinac kommend, Sokobanja mit Knjaževac verbindet. Diese Landstraße ist auch als Jerski Put bekannt und verbindet den Ort mit einer Reihe von anderen Dörfern in nordwestlicher Richtung. 
Von Vrbovac aus verbindet sein nördliches Nachbardorf Rujevica, den Ort, mit einer weiteren Landstraße die gen Osten führt. Diese Straße mündet in eine recht gut ausgebaute Straße. Diese Straße verbindet ebenfalls Vrbovac, Rujevica und das nördlich gelegene Kurdorf Jošanica, mit dem durchqueren des auf dieser Straße südlich gelegenen Dorfes Žučkovac, beim bekannten Brunnen Trebička česma mit der Hauptstraße.

## Dorftypus
Das Dorf Vrbovac ist nicht völlig von kompakter Baustruktur geprägt. Rund um die Häuser gibt es zum Teil große Obstgärten und Gärten. In der Dorfmitte, neben der Straße, wo sich das alte Gerichtsgebäude, das Dorfrathaus, die Grundschule und die Taverne befinden, stehen die Häuser etwas dichter. Geht man Richtung Dorfrand, insbesondere entlang des Trennabschnitts, werden die Häuser zunehmend verstreuter und in einzelne Häusergruppen aufgeteilt.
So entstanden mehrere kleinere Dorfteile. Der Ortsteil Kalavat ist am abgelegensten und liegt im Norden des Dorfes zwischen Vrbovac und Rujevica. Im Raskrsje, dem Ortsteil der sich auf dem Trennabschnitt befindet, stehen die Häuser der Familie Pašalić (werden im Ort auch Jerci genannt). Darüber hinaus umfasst das Dorf auch die Dorfteile: Marjanovska Mala, Ledina (in der Mitte des Dorfes), Marićevićska Mala und Selište.
Die Dorfbewohner betreiben Landwirtschaft und Viehzucht. Die Felder und Äcker liegen hauptsächlich unterhalb des Dorfes, rund um den Bach Kanin Potok. Auf dem Hang Mratinjska Strana, der zum Gebirge Rožanj gehört, oberhalb des Dorfes gibt es ebenfalls einige Felder. Die Felder rund um Kanin Potok sind die fruchtbarsten.
Die beiden größten Familien des Ortes haben gruppierte Ländereien: die Pašalići auf der Nordseite des Dorfes und die Marićevci auf der Südseite.
Die Dorfweiden liegen oberhalb des Dorfes auf den Flurnamen: Rožanjska Kosa, Jastrebarsko, Goveđi Vrh und Sokolovica. Dort sind auch die Dorfwälder, die mehrheitlich aus Eichen- und Buchenbäumen bestehen. 

## Bevölkerung
Das Dorf hatte 2022 eine Einwohnerzahl von 375, während es 2011 noch 466 waren, nach den letzten drei Bevölkerungsstatistiken fällt die Einwohnerzahl weiter. Die Bevölkerung stellen Serben.

### Demographie
| Jahr | Einwohnerzahl |
| ---- | ------------- |
| 1948 | 1.024         |
| 1953 | 1.065         |
| 1961 | 1.015         |
| 1971 | 1.000         |
| 1981 | 941           |
| 1991 | 814           |
| 2002 | 598           |
| 2011 | 466           |
| 2022 | 375           |

## Geschichte
Die örtliche Erzählung besagt, dass das Dorf seinen Namen von einem Weidenbaum erhielt, der an der Stelle stand, an der sich heute das Dorfzentrum befindet. Das Dorf wechselte mehrmals seinen Standort. Zuerst lag es auf der Lokalität Selina im Tal der Mratinja. Von dort aus wanderte der Ort zum Selište und schließlich wurde das Dorf an seinen heutigen Standort neu gegründet. 
Vrbovac wuchs vor allem durch Zuwanderung und die Vermehrung seiner Bewohner. Das Dorf ist bekannt für seine Schweinezucht. Auch gibt es im Ort eine Honigproduktion. 

## Religion
Im Süden von Vrbovac (etwas abseits des Ortes) steht die serbisch-orthodoxe Kirche Hl. Nikolaus, geweiht dem Hl. Vater Nikolaus. Östlich der Kirche befindet sich der Dorffriedhof. 